# Религиозная философия
Религио́зная филосо́фия — направление философской мысли, в котором мыслители различного вероисповедания предлагают решения мировоззренческих проблем (таких как вопросы веры и рассудка, существования Бога, бессмертия души и т. п.) с точки зрения своих религиозных представлений. Как правило, подразумевается, что религиозная философия — это не обсуждение религии, но обсуждение философских вопросов с точки зрения приверженцев определённой религии. На данный момент нет единого взгляда на различие между религиозной философией и философией религии, однако приводятся аргументы в пользу того, что это разные, независимые друг от друга понятия. Существуют буддийская, исламская, христианская (в том числе: православная, католическая, протестантская), индуистская, иудаистская, синкретическая и т. д. религиозные философии.
Теоретической базой религиозной философии является богословие (теология), но в отличие от богословия, безусловно полагающего основные положения веры (догматы), религиозная философия занимается их доказательным обоснованием.
Профессор Белгородского государственного университета С. М. Климова указывает, что с религиозной философией ассоциируется Серебряный век русской культуры, приводя в пример философские рассуждения И. Киреевского, Ф. Достоевского, Вл. Соловьёва, Л. Н. Толстого.

## Современная религиозная философия
М. М. Шахнович описывает религиозную философию следующим образом:

Религиозная философия всегда опирается на вероучение той или иной религии, она тесно связана с теологией и использует философский понятийный аппарат для религиозного осмысления мира, а философскую рефлексию — для интерпретации религиозного опыта. При этом разум и вера рассматриваются как дополняющие друг друга способы постижения истины.